# Sonita Alizadeh
Sonita Alizadeh é uma rapper e activista do Afeganistão que se tem manifestado contra os casamentos forçados. Alizadeh ganhou atenção quando ela lançou "Noivas para Venda," um vídeo em que ela canta sobre filhas que estão sendo vendidas em casamento pelas suas próprias famílias. Com a ajuda de Rokhsareh Ghaem Maghami, um cineasta de documentários iraniano que ao longo de três anos, documentou a sua notável história no filme Sonita, Alizadeh filmou o vídeo para escapar de um casamento de seus pais estavam planeando para ela. Depois de lançar o vídeo no YouTube, Alizadeh foi contactado pelo Grupo Strongheart, que ofereceu-lhe um visto de estudante para estudar nos Estados Unidos, local onde ela reside actualmente.

## Início da vida
Alizadeh cresceu em Herat, Afeganistão, sob o governo dos talibã. A sua família primeiro pensou em vender ela como uma noiva, quando ela tinha 10 anos. Alizadeh disse que, no momento, ela não compreendeu plenamente o que isso significava. Em vez disso, sua família fugiu para o Irão para escapar dos talibã. No Irão, Alizadeh trabalhou na limpeza de casas de banho, enquanto ela ensinava-se a ler e a escrever. Durante este tempo, ela também descobriu a música do rapper iraniano Yas e o rapper americano Eminem. Inspirada por suas músicas, ela começou a escrever suas próprias canções. Em 2014, Alizadeh entrou nos EUA num concurso para escrever uma canção para fazer com que o povo Afegão votasse nas eleições. Ela ganhou um prémio de 1.000$, que Alizadeh enviou para a sua mãe, que tinha-se mudado de volta para o Afeganistão.

## "Noivas para Venda"
Logo depois de ganhar a concorrência, a mãe de Alizadeh mandou ela voltar para o Afeganistão, dizendo que tinha encontrado um homem para comprar ela. Ela tinha 16 anos. A sua mãe estava tentando ganhar um $9,000 dote para que o seu irmão mais velho pudesse comprar uma noiva, e pensou que ela poderia obter pelo menos uns $9.000 por vender a própria filha. Depois de Rokhsareh Ghaemmaghami, director do documentário Sonita, pagar uns $2.000 à mãe de Sonita e pedir seis meses de tempo, ela escreveu "Noivas para Venda" e Rokhsareh Ghaem Maghami filmou o vídeo da música, que ganhou um monte de atenção internacional. O vídeo não só é popular com as mulheres no Afeganistão, mas também chamou a atenção da organização sem fins lucrativos como o Grupo Strongheart, que chegou a Alizadeh de modo a leva-la para os EUA.

## Presente
Alizadeh actualmente vive em Washington D.C. e frequenta a Universidade Americana. Além de frequentar as aulas, ela continua a escrever canções. Um documentário, chamado de Sonita, estreou no Festival Internacional de Documentários de Amesterdão, em novembro de 2015.

## Reconhecimento
Em dezembro de 2015, foi eleita uma das 100 mulheres mais influentes do mundo pela BBC.